# Formación Tendaguru

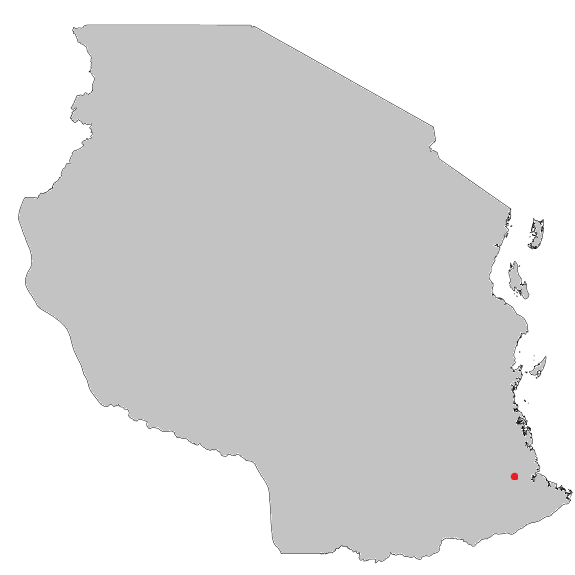
Ubicación de la Formación Tendaguru (Señalada con un punto rojo) en Tanzania.

Los sedimentos de la Formación Tendaguru constituyen una formación geológica del Jurásico superior muy rica en fósiles que se encuentra en Tanzania. El ecosistema de dinosaurios es muy similar al de la Formación Morrison, con la presencia de Ceratosaurus y Dryosaurus en ambas, y otros dinosaurios de similares características.

## Paleontología
Taxones identificados en los fósiles recolectados en la formación:
- Dinosauria:
  - Theropoda
    - Ceratosaurus
    - Ostafrikasaurus

  - Sauropoda
    - Australodocus
    - Dicraeosaurus
    - Giraffatitan 
    - Tornieria

  - Stegosauria
    - Kentrosaurus

  - Ornithopoda
    - Dryosaurus